# شکوفه یداللهی
شکوفه یداللهی زندانی سیاسی سابق، روانشناس و فعال حقوق زنان در ایران است. جمهوری اسلامی برای افزایش فشارها بر کسری نوری، یداللهی را همراه با دو فرزند دیگرش در اعتراضات گلستان هفتم بازداشت کرد که در مجموع به ۲۵ سال حبس محکوم شدند. او در این اعتراضات جمجمه‌اش در اثر ضربات وارده دچار شکستگی شد و حس بویایی خود را از دست داد. قاضی صلواتی در دادنامه محکومیت شکوفه یداللهی به پنج سال حبس تعزیری آورده بود که او به همراه فرزندش کسری نوری، تمام تلاش خود را برای مقابله با نظام جمهوری اسلامی ایران به کار گرفته‌است.

## پیشینه
شکوفه یداللهی از دانشگاه شیراز مدرک کارشناسی ارشد روانشناسی تربیتی را اخذ کرده‌است. او سابقه همکاری طولانی مدت با بهزیستی در رابطه با کودکان را داشته و مدیر و صاحب امتیاز مهد کودک زیتون شیراز بوده‌است.او تاکنون دوبار توسط مأموران امنیتی جمهوری اسلامی ایران بازداشت شده‌است. شکوفه یداللهی مادر کسری نوری، پوریا نوری و امیر نوری است که همگی در جریان اعتراضات گلستان هفتم بازداشت شدند.

## بازداشت‌ها
اولین بازداشت او، اسفند ۱۳۹۲ در خیابان پانزده خرداد هنگام تحصن دراویش گنابادی در مقابل دادستانی تهران رخ داد.
به گفتهٔ بی‌بی‌سی فارسی، مأموران امنیتی به معترضان حمله کرده و تعدادی از آن‌ها را بازداشت کردند که شکوفه یداللهی، مادر کسری نوری، از جمله بازداشت شدگان بود.
این گزارش می‌افزاید مادر کسری نوری شامگاه همان روز آزاد شد.
دومین بار، شکوفه یداللهی در اعتراضات گلستان هفتم به همراه بیش از ۶۰ زن درویش دیگر در یک اسفند ۱۳۹۶ بازداشت شد و یک روز پس از بازداشت به همراه ۱۰ زن درویش به زندان قرچک ورامین منتقل شد. پیش از این خبرگزاری‌های داخلی بازداشت زنان درویش را تکذیب کرده بودند.
شکوفه یداللهی در جریان اعتراضات به شدت آسیب دید، دچار شکستی از ناحیه دنده شد، جمجمه اش در اثر ضربات وارده شکست و حس بویایی اش را در اثر این شکستگی از دست داد. در مدت زمانی که زندانی بود، بارها اخباری مبنی بر وخامت حال وی منتشر شد و چندین بار به بیمارستان منتقل شد اما بدون درمان به زندان بازگشت و دادستان تهران از آزادی موقت او جلوگیری کرد.
عفو بین‌الملل بارها خواستار آزادی شکوفه یداللهی و دیگر زنان درویش شده بود.

## دیدگاه

### پیمان دادخواهی
اسفند ۱۴۰۱، شکوفه یداللهی و ۸۲ تن دیگر از کنشگران عرصه دادخواهی، با امضای «پیمان دادخواهی» در راستای ساخت مبنایی برای «همبستگی» در پیشبرد «جنبش زن، زندگی، آزادی»، بر اصولی مانند نفی خشونت و برقراری عدالت و حقیقت، عهد بستند. این گروه، امضا کرده‌اند که برای فردای ایران به اصولی پایبندند که بخشی از تمامی کنوانسیون‌ها و میثاق‌های جهانی ناظر بر رعایت حقوق‌بشر است.
نرگس محمدی، حامد اسماعیلیون، آتش شاه‌کرمی، اکرم نقابی، شهناز اکملی، شیرین عبادی، مهرانگیز کار، پرستو فروهر، کیوان صمیمی، نسرین ستوده، ایرج مصداقی، رضا معینی و عفت ماهباز از دیگر امضاکنندگان این پیمان‌‌نامه هستند.

## اعتصاب غذا
ضرب و شتم زنان درویش در زندان قرچک نهایتاً منجر به اعتصاب غذای آنها شد. روز بعد از اعلام خبر این ضرب و شتم، خبرگزاری مهر در گفتگو با دادستان قرچک آن را تکذیب کرد.
شکوفه یداللهی از تاریخ ۲۱ خردادماه ۱۳۹۷ در زندان قرچک در اعتراض به برخوردهای ناهنجار مأموران زندان، دست به اعتصاب غذا زدند. در این اعتصاب غذا نهادهای حقوق بشری و برخی از شخصیت‌های سیاسیهمچون مهدی کروبی در نامه و اطلاعیه‌هایی خواستار پایان اعتصاب غذای زنان درویش شدند.
یداللهی، الهام احمدی، سپیده مرادی، نازیلا نوری، مریم فرسیابی و معصومه براکوهی ۹ تیرماه همان سال پس از گذشت ۱۶ روز، با انتشار نامه‌ای به اعتصاب غذای خود پایان دادند. این زنان درویش در نامهٔ پایان اعتصاب غذای خود زندان‌های محل حبس زنان و مردانِ درویش را شکنجه گاه نامیدند.
همچنین پس از این واقعه در زندان قرچک رییس فراکسیون زنان مجلس شورای اسلامی از درخواست این فراکسیون برای ملاقات با زنان درویش در قرچک خبر داد، اما رییس وقت قوه قضائیه با آن مخالفت کرد.

### انتقال به زندان اوین
پس گذراندن ۱۸ ماه حبس در زندان قرچک ورامین سپیده مرادی، الهام احمدی به همراه شکوفه یداللهی به بند زنان زندان اوین منتقل شدند.
زندان قرچک محل نگهداری زنان زندانی با جرایم عادی بود که به‌صورت غیرقانونی این زنان درویش به مدت یک سال و نیم در آن نگهداری شدند.

## آزادی
حکم آزادی شکوفه یداللهی صبح روز ۱۹ بهمن ماه ۱۳۹۸ از سوی قوه قضائیه به سازمان زندان‌ها ابلاغو پس از دو سال حبس از زندان آزاد شد. پوریا نوری، فرزند شکوفه یداللهی، در توییتر خودش خبر از آزادی قطعی مادرش داد و نوشت که پس از دو سال شکوفه خانم آمد.
پس از آزادی تصاویری از تماس تلفنی شکوفه یداللهی با پسرش امیر نوری که در زندان فشافویه زندانی بود منتشر شد.
شیرین عبادی در واکنش به این تصاویر نوشت:
شکوفه یداللهی به محض آزادی با تلفن با فرزند شجاع و در بندش سخن می گوید. بشنوید و سپس بیاندیشید که آیا برای تداوم شرایط فعلی حاضر هستید رأی دهید؟

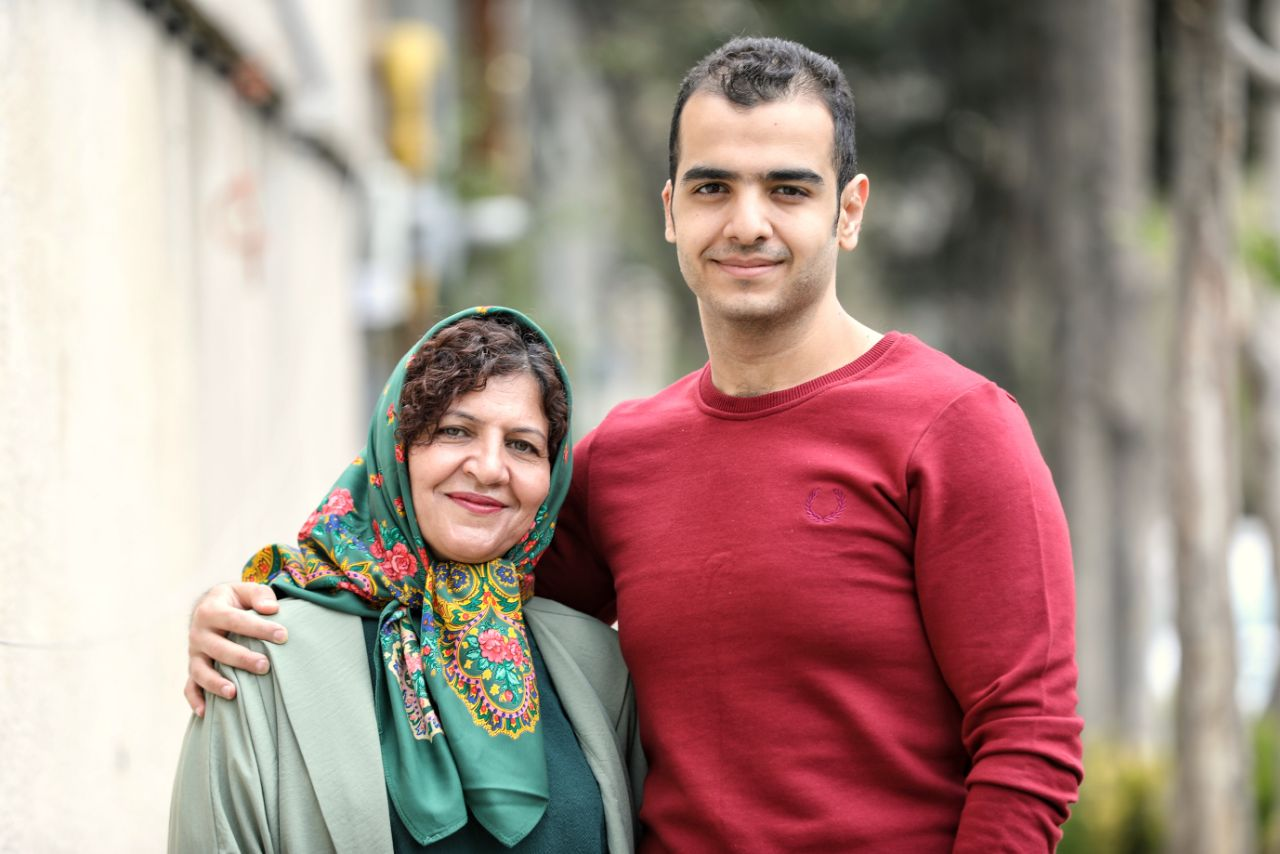
امیر نوری یکماه پس از انتشار این تماس تلفنی در هنگام مرخصی از زندان در کنار مادرش؛ شکوفه یداللهی

فرزندانش؛ پوریا نوری پس از گذراندن ۸ ماه حبس آزاد شد، امیر نوری هم پس از دو سال یکماه در حالی که از تجدیدنظر خواهی امتناع کرده بود در هنگام مرخصی مشمول عفو نوروزی شد و کسری نوری دیگر فرزند او پس از پنج سال از زندان آزاد شد.

## اتهامات و احکام صادره
شعبه ۱۵ دادگاه انقلاب تهران به ریاست قاضی صلواتی، به‌صورت غیابی، یداللهی را با تفهیم اتهامات اقدام علیه امنیت ملی، اخلال در نظم و تمرد از دستور پلیس به تحمل ۵ سال حبس تعزیری، دو سال ممنوعیت خروج از کشور و دو سال محرومیت از فعالیت اجتماعی و رسانه ای محکوم کرد.
شکوفه یداللهی در سه مرتبه احضار متوالی، از حضور در جلسه دادگاه امتناع کرد. این امتناع در اعتراض به محرومیت از حق داشتن وکیل و عدم رعایت تشریفات قانونی در روند دادرسی صورت گرفت.
در دادنامه شکوفه یداللهی مصاحبه‌های او با رسانه‌ها دربارهٔ فرزندش کسری نوری در سالهای گذشته، مبنای حکم شعبه ۱۵ دادگاه انقلاب قرار گرفته‌است.
همین‌طور در بخش دیگری از دادنامه گفته شده، موضع‌گیری خانم یداللهی و تعصب وی نسبت به جریان (فرقه) درویشان گنابادی مشخص است او به همراه فرزندش کسری نوری، تمام تلاش خود را برای مقابله با نظام مقدس جمهوری اسلامی ایران به کار گرفته‌است.

### تشکیل پرونده قضایی جدید در زندان
شکوفه یداللهی، سپیده مرادی و الهام احمدی از زنان درویش به اتهام اخلال در نظم زندان، تمرد از دستور مأموران و توهین به مأموران زندان در حین انجام وظیفه به دادسرای اوین احضار شدند.
مدتی بعد پوریا نوری در توییتی با اشاره به متن دادنامه از برائت مادرش شکوفه یداللهی در این پرونده خبر داد.